# 다카나시촌 (니가타현)
다카나시촌(高梨村)은 니가타현 산토군에 설치되었던 촌이다. 현재의 오지야시에 해당한다.